# Chi è Cletis Tout?
Chi è Cletis Tout? (Who is Cletis Tout?) è un film del 2001 diretto da Chris Ver Wiel con Tim Allen, Christian Slater, Portia de Rossi e Richard Dreyfuss.

## Trama
Uno sgangherato criminale di nome Trevor Finch fugge dal carcere con il compagno di cella, Micah Donnelly. Quest'ultimo è un ladro di gioielli che molti anni prima aveva nascosto il bottino di una rapina. Una volta fuori Trevor Finch decide di cambiare identità e assume quella di Cletis Tout. Cletis Tout era stato assassinato perché considerato pericoloso dalla malavita in quanto era un giornalista in possesso di prove contro di loro.
Quando Trevor Finch torna a girare per le strade sotto il nome di Cletis Tout, la malavita si mette alle sue costole pensando di aver fallito in precedenza assoldando un killer senza crupoli, detto Critical Jim. L'unico punto debole del sicario è la passione per i vecchi film e l'unica speranza di Trevor Finch per tenerlo a bada è trovare una buona storia da raccontargli.